# Confédération générale de l'artisanat français
La Confédération générale de l'artisanat français (CGAF) fut la première confédération de syndicats d'artisans en France. Elle est à l'origine de la naissance de l'artisanat dans l'entre-deux-guerres.

## Histoire
La CGAF a été créée en 1922 à l'initiative notamment de deux artisans chausseurs parisiens, MM. Tailledet et Grandadam. Proche du courant politique radical-socialiste, et notamment d’Étienne Clementel qui a incité les artisans à créer ce syndicat global, elle représente le principal syndicat d'artisans durant tout l'entre-deux-guerres. Partiellement compromis avec le régime de Vichy que certains de ces dirigeants avaient bien accueilli, la CGAF perd considérablement de son audience après la Libération.